# La Unión y el Fénix

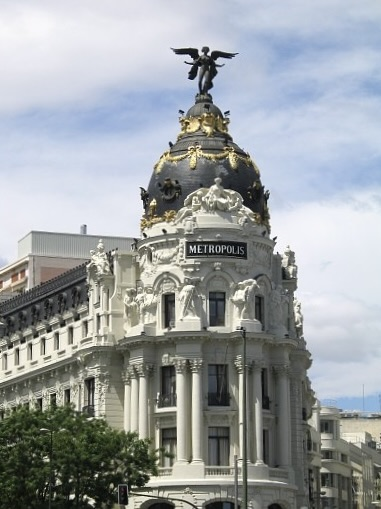
Das Metropolis-Haus auf der Gran Vía in Madrid, die ehemalige Zentrale des Fénix. Architekten Jules und Raymond Février

La Unión y El Fénix Español war ein international tätiger spanisch-französischer Versicherungskonzern.

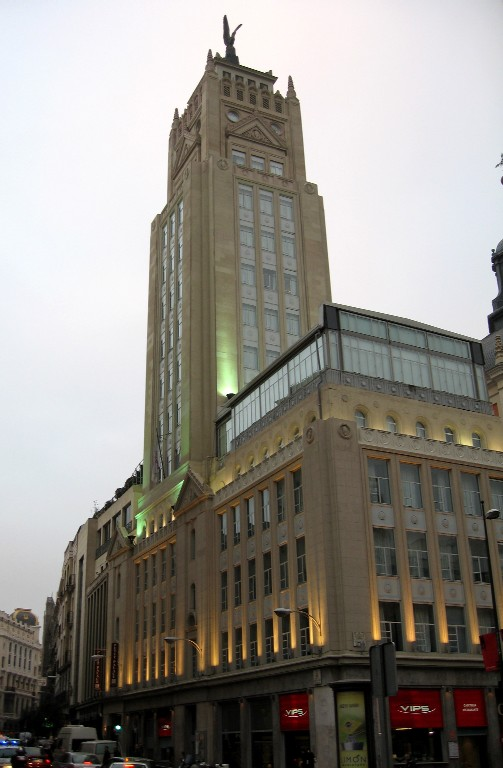
Edificio La Unión y el Fénix Español, Madrid, ehemaliges Klinikgebäude der Versicherung

Die Gründung des Unternehmens El Fénix erfolgte in Madrid am 8. Februar 1864 mit Isaac Pereires Crédit Mobilier und dessen Niederlassungen in Italien und den Niederlanden im Hintergrund. Die Zentrale und die Pariser Filiale nahmen gleichzeitig ihre Geschäftstätigkeit auf. Hauptsächlich befasste sich das Unternehmen mit der Feuerversicherung – daher das Symbol des Unternehmens, der aus Flammen wieder geborene mythische Vogel Phönix. 1879 kam es zur Fusion mit einer weiteren franko-spanischen Versicherung, daher die Namenserweiterung. Das Unternehmen florierte und erbaute stattliche Firmengebäude am Pariser Boulevard Haussmann und in Madrid (Heute das Metropolis-Haus).
Im ersten Drittel des 20. Jahrhunderts entwickelte sich La Unión y El Fénix Español zum ersten und einzigen multinationalen spanischen Versicherungsunternehmen. Um die Jahrhundertwende wandte sich speziell die französische Zweigniederlassung der Lebensversicherung zu. 
Die Kontrolle des Konzerns ging nach dem Ersten Weltkrieg völlig auf die spanischen Anteilseigner über, vor allem auf den Hauptaktionär Banco Español de Crédito. Die internationalen Ambitionen des Konzerns konnten allerdings angesichts der Weltwirtschaftskrise und der folgenden politischen Turbulenzen (Spanischer Bürgerkrieg, Zweiter Weltkrieg) nicht verwirklicht werden. Dennoch war La Unión y El Fénix Español noch um die Mitte der 1960er Jahre Marktführer am spanischen Versicherungsmarkt und weiterhin auch in Frankreich stark vertreten.
La Unión y El Fénix Español litt allerdings in den späten 1980er Jahren und frühen 1990er Jahren stark an der Krise des Hauptaktionärs, des Banco Español de Crédito. Dieser sah sich gezwungen, das Versicherungsunternehmen an die französische Firma AGF zu verkaufen. Diese wieder fusionierte mit dem deutschen Allianz-Konzern. Fénix Directo, ein Produkt dieser Gruppe, erinnert im Markennamen noch an das ehemalige Unternehmen.

## Weblink
- Paper von Garcia Ruiz Caruana